# Dekanat Żerków
Dekanat Żerków – jeden z 33 dekanatów w rzymskokatolickiej diecezji kaliskiej.

## Parafie
W skład dekanatu wchodzi 7 parafii:
- parafia św. Jana Chrzciciela – Brzóstków
- parafia Wszystkich Świętych – Kretków
- parafia św. Andrzeja Boboli – Lubinia Mała
- parafia św. Wojciecha i Matki Kościoła – Pogorzelica
- parafia Najświętszego Serca Pana Jezusa – Wieczyn
- parafia św. Wojciecha Biskupa – Wilkowyja
- parafia św. Stanisława – Żerków

## Sąsiednie dekanaty
- Czermin,
- Jarocin,
- Miłosław (archidiec. gnieźnieńska),
- Nowe Miasto nad Wartą (archidiec. poznańska),
- Zagórów (archidiec. gnieźnieńska)